# پنج قبیله متمدن

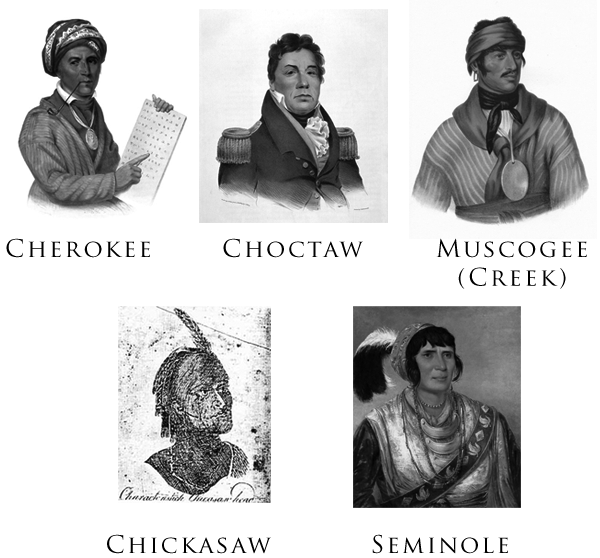
چهره‌ای از اعضای هر یک از این پنج قبیلهٔ متمدن

پنج قبیلهٔ متمدن (به انگلیسی: Five Civilized Tribes) عبارت‌اند از پنج قبیلهٔ سرخپوست چروکی، چیکاسا، چاکتا، ماسکوگی و سمینول که از دید مستعمره‌نشینان اروپایی به دلیل برخورد مناسب با همسایگان و پذیرش برخی قواعد زندگی اروپایی متمدن شمرده می‌شدند. اینان تا پیش از کوچ اجباری دولت ایالات متحده آمریکا به دیگر بخش‌های این کشور به ویژه ایالت اوکلاهاما در جنوب خاوری این کشور می‌زیستند.
هر کدام از این پنج قبیله در جریان جنگ داخلی آمریکا طرف یکسوی میدان را گرفتند. چاکتا و چیکاسا به سود کنفدراسیون ایالات جنوب می‌جنگیدند و ماسکوگی و سمینول هم همراه با اتحاد شمالی آمریکا. در این میان نیمی از چروکی‌ها در این سوی جبهه بودند و نیمی در آن سو.